# Manúmyrfågel
Manúmyrfågel (Cercomacra manu) är en fågel i familjen myrfåglar inom ordningen tättingar.

## Utseende och läte
Manúmyrfågel är en slank myrfågel med små vingband och fläckar på stjärtens undersida, vita hos hanen och beigefärgade hos honan. Hanens kroppsfärg är mörkgrå eller svart, honan är grå under och brun ovan men verkar helmörk. Den skiljer sig från liknande grå myrfågel genom artens nästan svarta fjäderdräkt, inte grå, och honans gråare undersida, ej enfärgat brun. Hanen är också lik prickvingad myrfågel, men är större, med mindre vitt i vingbanden och något ljusare fjäderdräkt, ej glansigt svart. Sången är karakteristsitk, ett stutsande "pook-cha-pook-cha-pook-cha". 

## Utbredning och systematik
Fågeln förekommer lokalt i sydöstra Peru, nordvästra Bolivia och södra Amazonområdet i Brasilien. Den behandlas som monotypisk, det vill säga att den inte delas in i några underarter.

## Levnadssätt
Manúmyrfågeln är nästan helt bunden till stånd av bambu.

## Status och hot
Arten har ett stort utbredningsområde, men tros minska i antal, dock inte tillräckligt kraftigt för att den ska betraktas som hotad. Internationella naturvårdsunionen IUCN listar arten som livskraftig (LC).

## Namn
Manú är en flod, provins och nationalpark i sydöstra Peru.